# Torre dei Salterelli
La torre dei Salterelli è un edificio civile del centro storico di Firenze, situato nell'omonima piazza de' Salterelli 4.

## Storia e descrizione
I Salterelli, o Saltarelli, erano un'antica famiglia fiorentina citata anche da Dante (Pd. XV, 128), in particolare con Lapo, uomo politico giudicato corrotto anche da Dino Compagni. Nonostante fossero della stessa fazione, tra Dante e i Saltarelli non corse mai buon sangue. 
Prima delle distruzioni operate durante la seconda guerra mondiale la torre, per quanto già alterata nella sua forma originaria legata alla famiglia ghibellina dei Salterelli (Saltarelli), si presentava sufficientemente intatta nelle murature e libera su tutti e quattro i lati da addossamenti di altre costruzioni. Ciò che si vede oggi è una ricostruzione effettuata dopo i danni dell'agosto del 1944, nella quale si è voluto mettere in evidenza il basamento, con conci d'angolo, buche pontaie e porte a ghiera. Anche le finestre sono ovviamente più tarde o ricostruite. 
Nonostante tali vicissitudini e le difficoltà nell'individuare cosa ancora vi sia di antico nella costruzione, è da riconoscere il ruolo determinante della fabbrica nello spazio della piazzetta (del quale determina il centro), ora delimitata da edifici degli anni cinquanta del Novecento e tuttavia, per il dipartirsi da questo slargo di chiassi e vicoli, ancora capace di restituire l'idea della città medievale.
In una nicchietta al piano terra, lato chiasso degli Armagnati, era contenuta un'immagina sacra moderna, rappresentante la Crocifissione. Immortalata in una foto dell'Archivio fotografico del Comune di Firenze del 1979, oggi non è più rintracciabile. Resta solo il portafiaccola a tre bracci.

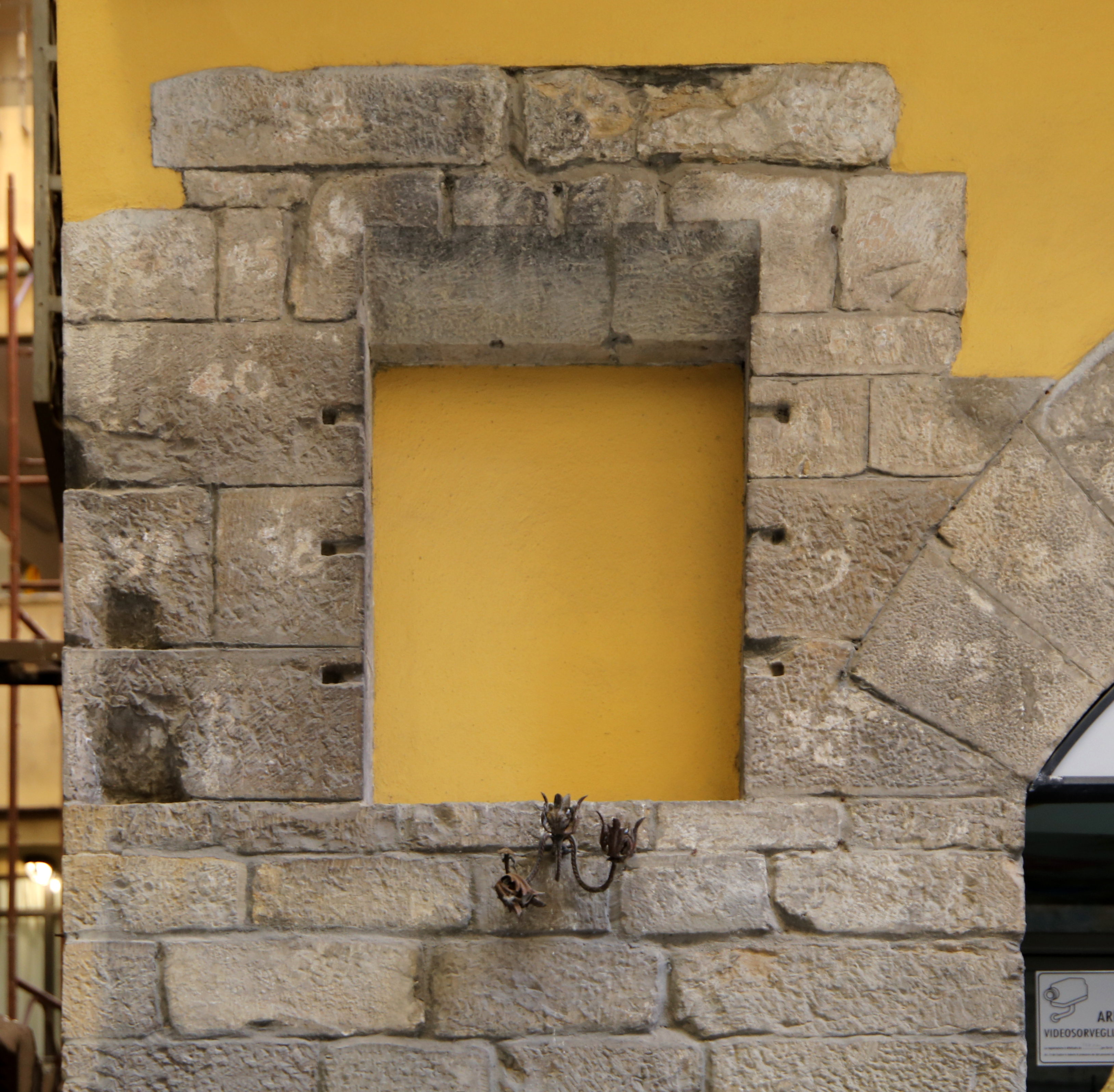
Il tabernacolo scomparso
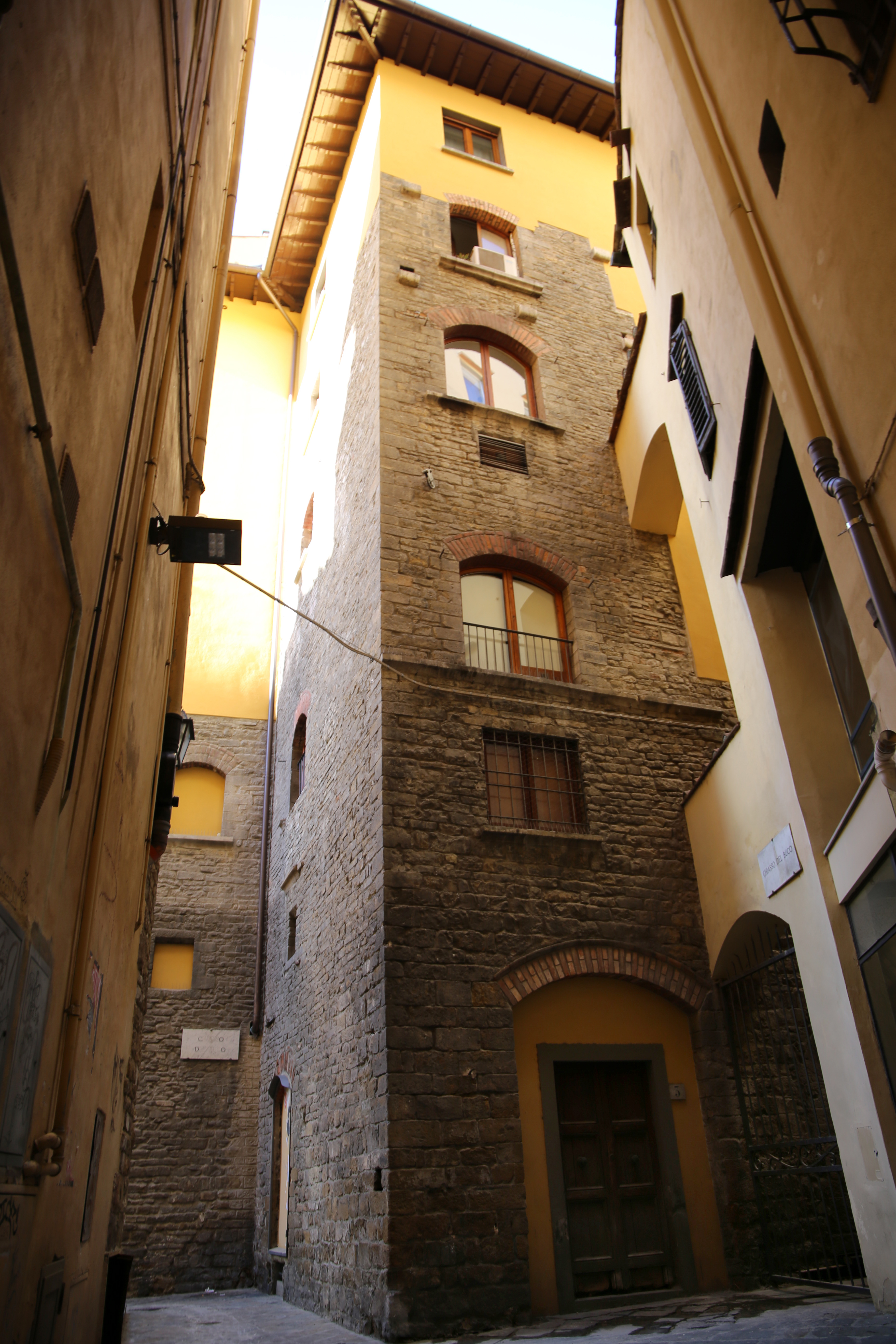
Veduta dal chiasso del Buco
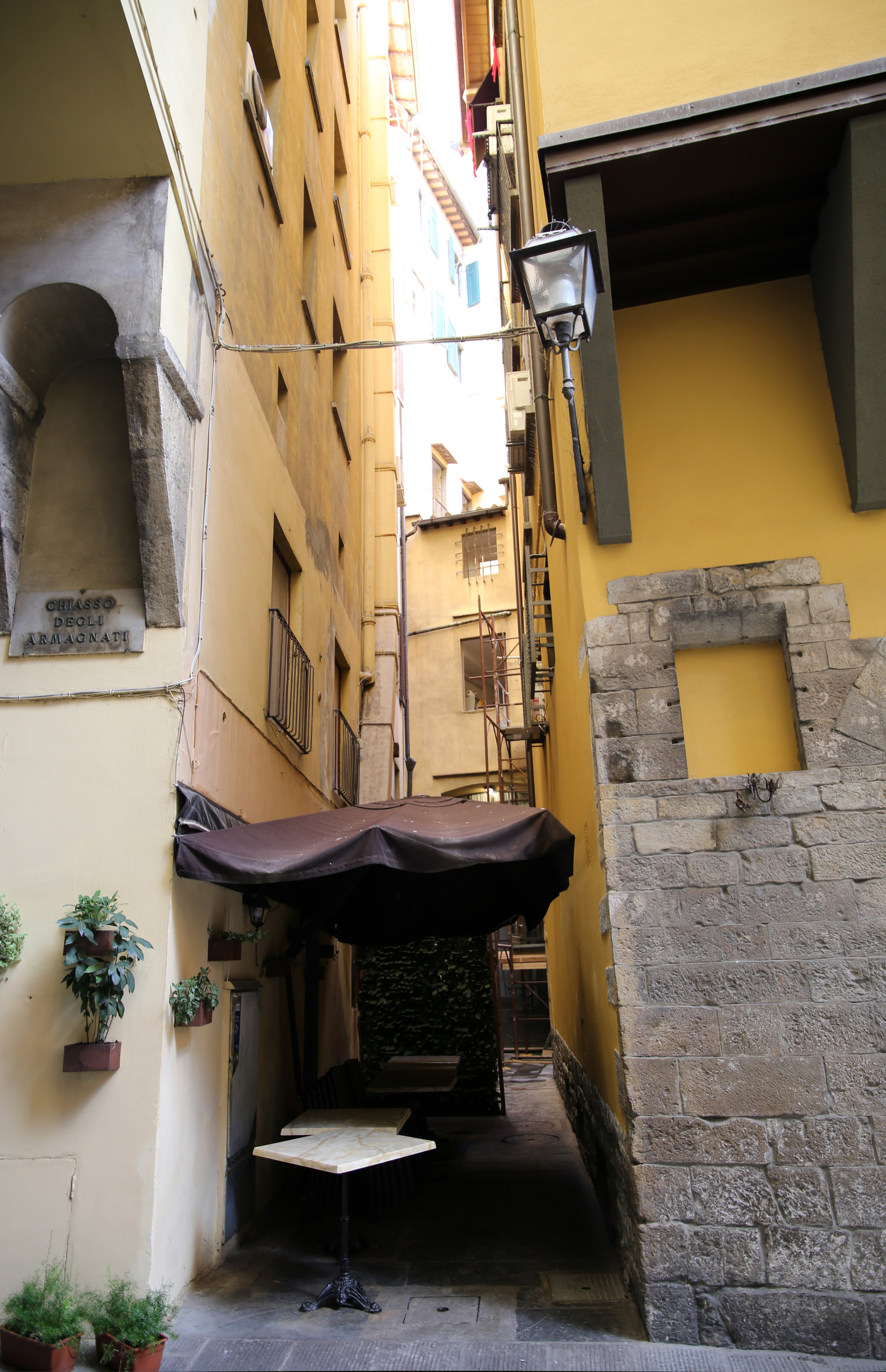
Il passaggio che isola la torre sul lato posteriore